# Torre de Sant Marc (Xert)
La Torre de Sant Marc de la Barcella, és una antiga Torre de sentinella que està ubicada a l'antic i desaparegut municipi de la Barcella, en el conegut com Paratge La Barcella, actualment municipi de Xert, a la comarca del Baix Maestrat. Com tota torre de vigilància està catalogada, per declaració genèrica, com Bé Immoble de Rellevància Local, amb anotació ministerial número 28402, i data d'anotació 19 de gener de 2012.

## Història
La torre està situada en una vall que pren el seu nom d'una antiga localitat ja desapareguda, La Barcella. La població va haver d'existir amb anterioritat a la conquesta cristiana del territori, i se cita a 1192, en diversos documents històrics.
De l'antic poblat sarraí de la Barcella únicament es conserva la Torre defensiva, un aljub situat al nord d'aquesta, i l'ermita, coneguda com a Ermita de Sant Pere i Sant Marc de la Barcella, la qual està catalogada com Bé Immoble de Rellevància Local.

## Descripció
La Torre presenta planta rectangular, amb murs construïts de maçoneria travada amb argamassa i carreus a les cantonades per reforçar l'estructura de l'edifici. La torre està rematada amb merlets que presenten forma prismàtica. La torre està adossada actualment a l'esmentada ermita, amb la qual comparteix els murs est i sud, raó per la qual només les façanes nord i oest de la torre poden distingir-se amb claredat. Aquestes presenten petites obertures, en uns carreus estan treballats, podent-se observar en tres d'elles les marques de pedra picada, que són, en dues d'elles unes aspes, i, en la tercera una fletxa. Per la seva banda, es pot llegir la inscripció “año 18-4", a la façana nord-oest, vaig poder interpretar com la data en què es va dur a terme algun tipus d'intervenció a l'edifici.
Quant a l'aljub, aquest consta d'un dipòsit amb planta rectangular cobert per volta de canó.